# Husserl Archívum
Edmund Husserl osztrák-német filozófus (1859–1938) a 20. század egyik legnagyobb hatású filozófusa volt; munkássága döntő befolyást gyakorolt az egész kontinens filozófiai arculatára. 1900-1901-ben megjelent kétkötetes műve, a „Logikai vizsgálódások” megvalósította a „fenomenológiai áttörést”, a Husserl által létrehozott fenomenológiai filozófia első rendszeres kifejtését adva.
A fenomenológiának Husserl számos meghatározást adott munkássága során. Legegyszerűbben a tudat és tárgya között fennálló korreláció különböző struktúráinak a leírásaként határozhatjuk meg; (a tudat tárgyára irányul: ezt az „irányulást” nevezte Husserl, tanára Franz Brentano nyomán „intencionalitásnak”. A fenomenológia a különböző intencionális struktúrák módszeres feltárásával foglalkozik).
1913-ban Husserl nyilvánossá tette a tanítványai körében később sokat bírált „transzcendentális fordulatot”, melyet az elmúlt évtized során a fenomenológiában fokozatosan végbevitt. A „transzcendentális fenomenológiát” az abban az évben megjelent „Egy tiszta fenomenológia és fenomenológiai filozófia eszméi” („Ideen zu einer reinen Phänomenologie und phänomenologische Philosophie”) című háromkötetes könyvének első kötete fejtette ki; (a három kötetből a szerző életében csak ez az egy jelent meg).
A transzcendentális fordulat röviden abban állt, hogy a fenomenológia a filozófus tekintetét tisztán a tudat felé irányította. Husserl szerint ahhoz, hogy a fenomének, a tudat jelenségei, a maguk sajátszerűségében váljanak hozzáférhetőekké, az kell, hogy „zárójelbe tegyük” a dolgok természetére és egyáltalán létezésére vonatkozó feltevéseinket és vélekedéseinket. Nem arról van szó, hogy a fenomenológus „tagadná”, hogy léteznek tőle független dolgok, hanem arról, hogy a „tudat-transzcendens”, „magánvaló” lét kérdéseiben nem foglal állást; („epokhét” gyakorol, felfüggeszti ítéleteit). Kizárólag ezeknek a tárgyaknak a „megjelenési módjaival” foglalkozik.

## A Husserl Archívum
A Husserl Archívum 1939-ben alapult meg, röviddel Edmund Husserl halála után. Husserl, zsidó származású lévén, egyre kevésbé volt biztonságban a náci Németországban. Az egyre erőteljesebb zsidóellenes intézkedések ellenére hazáját nem akarta elhagyni, noha 1933 novemberében Kaliforniában professzori állást ajánlottak neki a Los Angelesi Egyetemen. Fizikai atrocitások ugyan nem érték, de egyre jobban elszigetelődött. A szerző halála után mintegy 40.000 oldalnyi kéziratos hagyatékát ki kellett menekíteni az országból, mely egyébként biztosan áldozatul esett volna a náciknak.
A ferences rendi szerzetes, Herman Leo van Breda mentette ki a hagyatékot Németországból, és Belgiumba, a Leuveni Egyetemre vitte azt, ahol munkatársaival együtt nekilátott a kéziratok kritikai szerkesztésének, és rendszeres publikálásának. A hagyaték 40.000 kézzel írt lapból, és további 10.000 Husserl életében a tanítványok által géppel átírt oldalból áll.
Már Belgium 1940-es náci inváziója előtt Husserl két legközelebbi utolsó munkatársa, Eugen Fink és Ludwig Landgrebe nekilátott a kéziratos hagyaték nyomtatott írásra való átültetésének és szövegkritikai feldolgozásának, az immár Husserl Archívum néven működő intézményben. Ez a munka napjainkban is folyik; jelenleg a teljes anyag körülbelül 85%-a van feldolgozva.

## A Husserliana
A Husserliana, Husserl műveinek kritikai kiadása 1950-ben indult meg, amikor kiadták németül (a szerző életében csak Gabrielle Peiffer és Emmanuel Levinas francia fordításában jelent meg) a Kartéziánus elmélkedések című művet. A Husserliananak eddig 38 kötete jelent meg. A leuveni központ mellett (és vele együttműködve) a világon több helyen is működik Husserl Archívum; több helyütt is végzik a kiadásra szánt kéziratok, illetve átiratok szövegkritikai revízióját, és megjelenésre történő előkészítését. Többek között Freiburgban (ahol Husserl utoljára tanított, és ahol legjelentősebb műveinek nagy részét is létrehozta), Kölnben, New Yorkban, illetve a párizsi École Normale Supérieure-ben.
1958-ban jelent meg a Phenomenologica első kötete, mely Husserllel és a fenomenológiai mozgalommal (illetve fenomenológiai problémákkal) foglalkozó történeti, és szisztematikus monográfiákat közöl. A sorozatot a Leuveni Katolikus Egyetem és a Leuveni Husserl Archívum közösen szerkeszti. Fél évszázad alatt a sorozatban több mint 175 kötet jelent meg.
1977-ben elindult a Husserliana, dokumentum-kötetek („Husserliana. Edmund Husserl, Dokumente”) kiadása, amelyben az első kötet a Husserl-Krónika („Husserl-Kronik”) volt. 1980-ban elindult az „Edmund Husserl, Collected Works” („Edmund Husserl összegyűjtött művei”) – a szerző műveinek a Husserliana-köteteken alapuló angol nyelvű fordítássorozata. Valamennyi ilyen fordítás (mely azóta más nyelveken is elindult) megbízhatóságát az intézet módszeresen megvizsgálja a közzététel előtt.
2001-ben újabb sorozat indult „Materialenbände” cím alatt (kb. „Adalékkötetek”), amely Husserl kevéssé összerendezett (vagy minden rendezést nélkülöző) kutatási kéziratait, továbbá előadásvázlatait tartalmazza. Ez az új sorozat megbízható átiratokat vagy kéziratokat közöl. Az összkiadással ellentétben ezek a kötetek nem oszlanak részekre, fejezetekre vagy paragrafusokra, amennyiben Husserl maga sem rendezte el őket ilyen módon.

## Vezetőség
Herman van Breda 1974-ben bekövetkezett hirtelen halála után az Archívum vezetését Samuel Ijsseling vette át. Ijsseling 1997-ben nyugdíjba vonult, és Rudolf Bernet követte őt az igazgatói székben. 2007 óta Ulrich Melle látja el az intézetvezetői teendőket.

## Külső hivatkozások
- Husserl-Archives Leuven – A fő Husserl Archívum Leuvenben, a Nemzetközi Fenomenológiai Kutatóközpont
  - Husserliana: Edmund Husserl Gesammelte Werke – Husserl műveinek kritikai kiadása (folyamatban)
  - Husserliana:Materialien – Előadások és kisebb munkák
  - Edmund Husserl Collected Works – Husserl műveinek angol fordítása
- Husserl-Archives Cologne – Kölni Egyetem
- Husserl-Archives Freiburg
- Husserl Archives a New School-ban (New York)
- Archives Husserl de Paris az École normale supérieure-ben, Paris.
- Husserl Archives at Duquesne Univsersity, Pittsburgh, PA.